# Montgaillard (Tarn)
Montgaillard település Franciaországban, Tarn megyében. Lakosainak száma 361 fő (2022. január 1.). Montgaillard Beauvais-sur-Tescou, Grazac, Saint-Urcisse, Salvagnac, La Sauzière-Saint-Jean, Tauriac és Verlhac-Tescou községekkel határos.

## Népesség
A település népességének változása:
| Lakosok száma | 406  | 400  | 375  | 370  | 367  | 359  | 360  | 361  |
|               | 2013 | 2015 | 2017 | 2018 | 2019 | 2020 | 2021 | 2022 |